# 臺中市太平區新光國民小學
臺中市太平區新光國民小學（簡稱新光國小）是臺中市太平區的一所公立國民小學，位於新興里偏西位置。

## 歷史
- 民國48年（1959年）9月，成立「臺中縣太平國民學校新光分班」（今太平區太平國小）於太平鄉新光村內之樹德一街136巷30號（今為臺中市政府教育局資訊教育暨網路中心及臺中市原住民食物銀行行址）。
- 民國50年（1961年），改為「臺中縣太平國民學校新光分校」。
- 民國56年（1967年）8月，正式獨立為「臺中縣新光國民學校」。
- 民國57年（1968年）實施九年國民義務教育後，改稱為「臺中縣太平鄉新光國民小學」，學區包含新光、新福、新興和新高4里全部
- 民國85年（1996年）8月1日在太平鄉人口突破縣轄市門檻之15萬人而改制為太平市後，改稱為「臺中縣太平市新光國民小學」
- 民國99年（2010年）12月25日，臺中市及臺中縣合併升格為直轄市後，改稱「臺中市太平區新光國民小學」。
- 民國105年（2016年）2月，遷校至新校區（舊址北方的新興里）。
- 民國109年（2020年）8月，學區更新。

## 歷任校長
1. 楊金拔
2. 葉敏福
3. 張建惠
4. 許澤溥
5. 康進來
6. 林金標
7. 莊慶鑫
8. 黃圓媛

## 學區
太平區
- 新光里10至24鄰
- 新興里全里
- 新福里6至24鄰